# Powstanie Rogowa 1919–1920
Powstanie Rogowa 1919-1920 (ros. Роговский мятеж 1919–1920) – antycarskie i antybolszewicie wystąpienie zbrojne anarchistów na Ałtaju podczas wojny domowej w Rosji.

## Przebieg
Wiosną 1919 roku w priczernskim kraju, ałtajskiej guberni, zostały sformowane oddziały partyzanckie anarchistów I. P. Nowosiełowa, a następnie Grigorija F. Rogowa. Oddział G. F. Rogowa działał na obszarze okręgów barnaulskiego i bijskiego. Liczył około 5 tys. ludzi. Wkrótce zajęły je wojska Białych pod dowództwem Aleksandra W. Kołczaka. Anarchiści podjęli walkę przeciwko Białym na granicy tomskiej i ałtajskiej guberni nad rzeką Czumysz. Do jesieni 1919 zajęli 18 wsi. Miejscowi bolszewicy podjęli decyzję o podporządkowaniu powstańczych oddziałów. W tym celu do oddziału G. F. Rogowa zostało wysłanych 12 komunistów na czele z M. I. Worożcowem. Jednakże G. F. Rogow zdecydowanie przeciwstawił się ich działaniom i odesłał ich z powrotem. Jednakże odeszła z nimi duża część partyzantów, tworząc Czumyską Dywizję Partyzancką pod dowództwem M. I. Worożcowa. Reszta pozostała z G. F. Rogowem.
12 grudnia 1919 wraz z oddziałem I. P. Nowosiełowa w liczbie 2 tys. ludzi wkroczyli oni do Kuźniecka, z którego kilka dni wcześniej wymaszerował bolszewicki garnizon. Zastopował go we wsi Baczaty oddział I. J. Sizikowa, uznający zwierzchność G. F. Rogowa. Po zagitowaniu bolszewickich żołnierzy większość z nich przeszła do powstańców. Tymczasem do barnaulskiego i kuźnieckiego okręgów zostały skierowane dodatkowe wojska Białych, aby zniszczyć partyzanckie oddziały anarchistów. W tej sytuacji anarchiści, którzy w Kuźniecku represjonowali zarówno miejscowych bolszewików, jak też "kołczakowców", podzielili się. Większość odeszła w kierunku północnym na Kolczugino-Szczegłowsk, zaś reszta ze zdobyczami wyruszyła na południowy zachód w lasy barnaulskiego i bijskiego okręgów. 22 grudnia został zdobyty szturmem Szczegłowsk, w którym stacjonował pułk piechoty Białych. Anarchiści byli jednak cały czas ostrzeliwani przez artylerię Sotkinskiej Dywizji Strzeleckiej 3 Armii Syberyjskiej dowodzonej przez A. W. Kołczaka. Z powodu dużych strat byli zmuszeni wycofać się z miasta na północny zachód do wsi Szczerbaki. W tym samym czasie wojska Białych zaatakowali bolszewicy, wypierając je w kierunku Marininska.
Pod koniec grudnia dowódca bolszewickiej 35 Dywizji wydał rozkaz, w którym podporządkowywał sobie wszystkie miejscowe oddziały partyzanckie. Grigorij F. Rogow i I. P. Nowosiełow odmówili jego wykonania. W tej sytuacji zostali oni schwytani i aresztowani, po czym odesłani do Kuźniecka. Ich podkomendnych rozbroili we wsi Baczaty żołnierze 1 Tomskiej Dywizji Partyzanckiej, która uznała zwierzchność bolszewików. Podczas przewożenia obu dowódców anarchistycznych do Nowonikołajewska I. P. Nowosiełowi udało się zbiec. Grigorij F. Rogow został natomiast dowieziony do miasta. W lutym 1920 roku został jednak zrehabilitowany. Ponownie odmówił przystąpienia do bolszewików. Wyjechał do rodzinnej wsi Żułanicha, skąd 4 maja pojawił się z niewielkim oddziałem partyzanckim we wsi Toguł, rozbijając bolszewików. Podczas walki został ranny. Aby nie dostać się do niewoli 3 lipca zastrzelił się we wsi Jewdokimowo.